# 로투스 (기업)

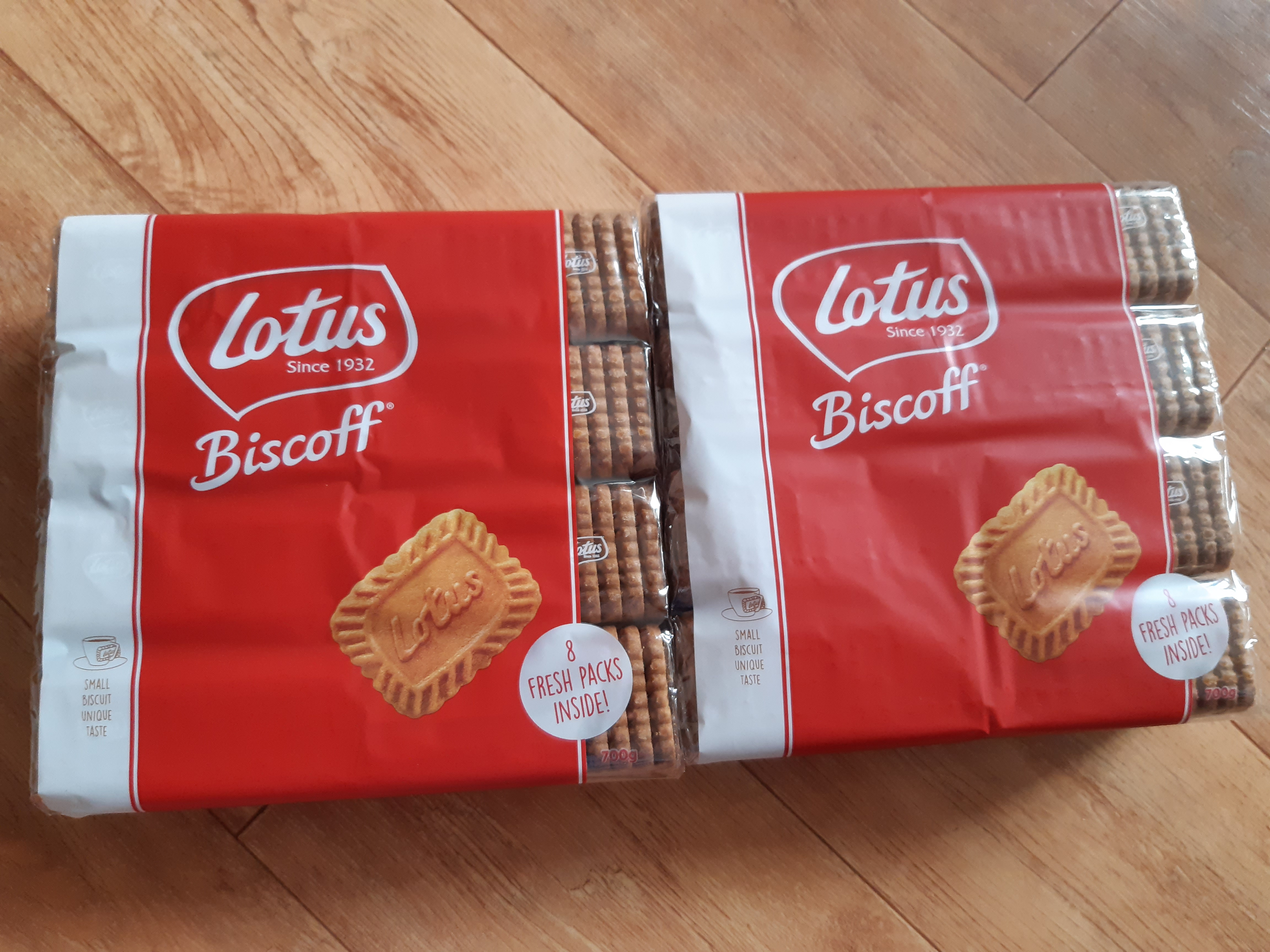
벨기에의 로투스 비스켓

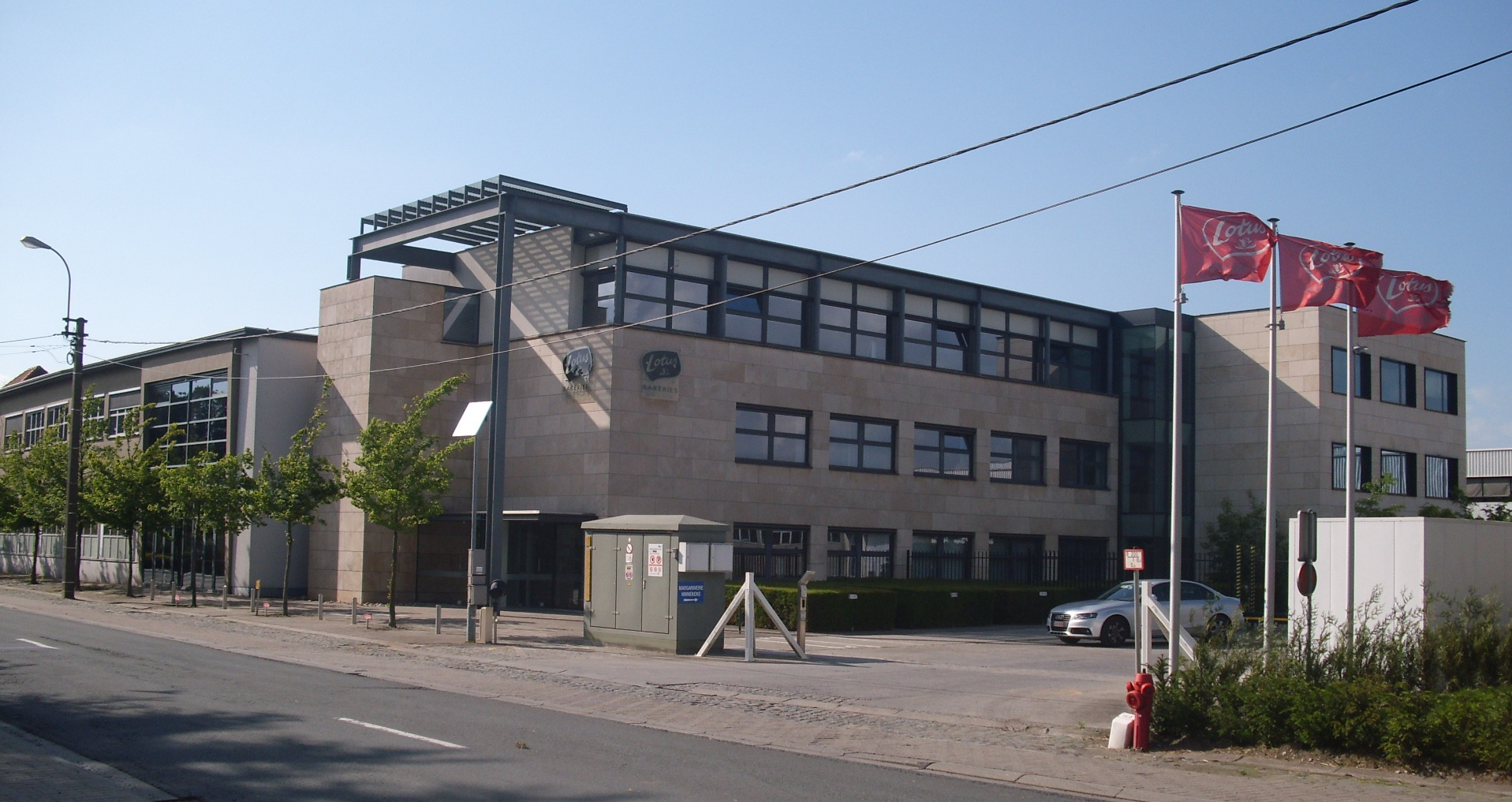
벨기에 로투스 본사 건물

로투스(Lotus Bakeries)는 벨기에의 비스킷 제조 회사이다. 1932년 설립되었다.

## 같이 보기
- 스페퀼로스